# Pleurobema verum
Pleurobema verum foi uma espécie de bivalve da família Unionidae. Foi endémica dos Estados Unidos da América.